# Gruppo dell'hellandite
Il gruppo dell'hellandite è un gruppo di minerali con formula generale:
X4Y2ZT2[B4Si4O22]W2
dove:
- X può essere sodio (Na), calcio (Ca), ittrio (Y), LREE3+ nei siti M3 e M4 coordinati otto volte
- Y può essere calcio (Ca), ittrio (Y), HREE3+, torio Th4+, uranio U4+ nel sito M2 coordinato otto volte
- Z può essere alluminio (Al), manganese trivalente (Mn3+), ferro trivalente (Fe3+), titanio (Ti4+) nel sito M1 ottaedrico
- T può essere ☐, litio (Li), berillio (Be) nel nuovo sito coordinato tetraedricamente
- W può essere un gruppo ossidrile (OH), fluoro (F), ione ossigeno (O2–) nel sito O5.

Il nome del gruppo è legato all'hellandite, il minerale più noto del gruppo, che a sua volta prende il nome da Amund Theodor Helland (1846 - 1918), professore di geologia e geografia presso l'allora Det Kongelige Frederiks Universitet (oggi conosciuta come Università di Oslo).

## Minerali del gruppo dell'hellandite
- Ciprianiite
- Ferri-hellandite-(Ce)
- Ferri-mottanaite-(Ce)
- Hellandite-(Ce)
- Hellandite-(Y)
- Mottanaite-(Ce)
- Tadzhikite-(Ce)